# Köcəkli
Köcəkli è un comune dell'Azerbaigian situato nel distretto di Masallı. Conta una popolazione di 1 528 abitanti.